# Opekta
De Nederlandsche Opekta Maatschappij N.V. (later Opekta Beheer B.V.) was een in 1933 opgericht filiaal van het Duitse Opekta GmbH uit Keulen. Het bedrijf werd twintig jaar geleid door Otto Frank.

## Geschiedenis
Het bedrijf handelde in pectine, een vruchtenpoeder dat vooral door huisvrouwen gebruikt werd om zelf jam te maken. De naam is een inkorting van 'Obstpektin aus dem Apfel' ofwel 'vruchtpectine uit de appel'. Het bedrijf was actief in Keulen, maar vanwege de situatie in nazi-Duitsland verhuisde Otto Frank in 1933 naar Amsterdam om daar de Nederlandse vestiging op te zetten. Hij werd daarbij geholpen door zijn zwager Erich Elias, die in Bazel woonde.
De Nederlandsche Opekta Maatschappij N.V. in oprichting, te Amsterdam, gevestigd aan de Nieuwezijds Voorburgwal 120 werd op 15 september 1933 in het handelsregister van Koophandel en Fabrieken, te Amsterdam, met als enige eigenaar Otto Heinrich Frank ingeschreven. Onder de rubriek "soort van bedrijf, dat wordt uitgeoefend", werd "de fabricatie en handel in vruchtproducten, in het bijzonder van pectine" vermeld. Bij de definitieve inschrijving in juli 1934 werd alleen nog de pectine genoemd. 
De eerste jaren werd Otto Frank geheel in beslag genomen door zijn werk. Hij nam personeel voor zijn nieuwe bedrijf Opekta aan, bezocht beurzen en maakte veel reclame zodat huisvrouwen het product Opekta leerden kennen, dat nieuw was op de Nederlandse markt. Een paar maanden na aankomst in Amsterdam schreef hij aan een kennis in Duitsland: “Ik ben echt moe, nerveus, maar verder gezond”. In 1934 nam Otto zogenaamde demonstratrices in dienst. Ze reisden het hele land door om lezingen, kookdemonstraties en informatie over Opekta te geven, bijvoorbeeld op bijeenkomsten van de Vereniging van Huisvrouwen, de RK vrouwenbond en de Bond van Boerinnen. Behalve huisvrouwen die Opekta wilden kopen had Otto Frank ook drogisterijen en andere winkels nodig die zijn producten wilden verkopen. Otto ging daarvoor ook zelf op pad, onder meer in de Rivierenbuurt. Een kruidenier op het Merwedeplein waar Frank woonde, Salomon Cardozo, was bereid Opekta in zijn assortiment op te nemen en vond het ook prima dat “Jam met Opekta stelt nooit teleur, spaart vruchten, smaak en geur” op zijn etalageruit werd geschilderd.
Vanwege de concurrentiestrijd op de Nederlandse markt en de seizoen- en weerafhankelijkheid van de pectineverkoop viel de omzet tegen en moest er een tweede bedrijfstak worden gevonden. Op 1 juni 1938 stichtte Johannes Kleiman een bedrijf voor de handel met specerijen en kruiden onder de naam Handelsmaatschappij Pectacon N.V. in oprichting, die eind 1938 definitief in het handelsregister werd ingeschreven. Het bestuur bestond uit Otto Frank als directeur en Johannes Kleiman als commissaris. Hermann van Pels kwam in dienst als kruidenspecialist. Het adres van de nieuwe onderneming werd Singel 400, een pand dat Opekta al vier jaar eerder had betrokken. Per 1 december 1940 verhuisden beide bedrijven naar de Prinsengracht 263.

## Tijdens de oorlog
Vanaf 1 december 1940 bevond Opekta zich zowel in het voorhuis als op de begane grond van het pand aan de Prinsengracht 263. In de eerste maanden van 1942 begon Otto Frank met behulp van een aantal personeelsleden met het inrichten van een schuilplaats in het achterhuis van zijn bedrijfspand. Nadat zijn zestienjarige dochter Margot op 5 juli 1942 als enige van het gezin een oproep voor `tewerkstelling' in Duitsland had gekregen, besloot Otto de volgende ochtend direct met zijn familie onder te duiken. Otto was inmiddels afgetreden als directeur van Opekta. Zijn andere bedrijf Pectacon veranderde in de bezettingstijd van naam, het werd toen N.V. Handelsvereeniging Gies & Co, genaamd naar Jan en Miep Gies. De producten van deze firma werden onder de naam Cisco verhandeld. De bovenverdiepingen van het achterhuis werden ingericht als schuilplaats voor het gezin en vier anderen: Hermann en Auguste van Pels, hun zoon Peter en Fritz Pfeffer. Hun geschiedenis is wereldberoemd geworden door het dagboek dat dochter Anne Frank tijdens de 25 maanden van de onderduik schreef. Op 4 augustus 1944 werd het gezin Frank (vermoedelijk) verraden en samen met de vier andere onderduikers via kamp Westerbork naar het vernietigingskamp Auschwitz gedeporteerd. Otto Frank overleefde als enige van de onderduikers uit het achterhuis de oorlog.

## Na de oorlog
Samen met zijn medewerkers probeerde Frank vanaf 1945 zijn bedrijven Opekta en Pectacon nieuw leven in te blazen. Hij leidde het bedrijf tot aan zijn pensioen in 1953. Daarna nam Franks boekhouder Johannes Kleiman de leiding van het bedrijf over, tot Kleimans dood in 1959. In deze tijd verhuisde het bedrijf naar de Van Slingelandstraat, terwijl het pand aan de Prinsengracht leeg bleef staan.
Met de komst van geleisuiker in 1965 raakte Opekta een groot deel van de markt kwijt. In 1982 werd het bedrijf verkocht en na diverse overnames kwam het in 1994 in bezit van Dr. August Oetker KG. In 1995 hield Opekta Beheer op te bestaan. De merknaam is nog altijd in bezit van Oetker, maar wordt niet gebruikt.